# Championnat d'Uruguay de football de deuxième division

Logo du championnat uruguayen de la Segunda División.

Le Championnat d'Uruguay de football de Segunda División est le deuxième niveau du football uruguayen derrière la Primera Division. À l'image de l'élite, cette compétition comprend un tournoi de fermeture et un autre de clôture.

## Histoire
La deuxième division uruguayenne connue sous le nom de Segunda División, est fondée en 1942. De 1942 à 1995, elle s'appelait Primera División "B", et à partir de 1996, elle a été rebaptisée Segunda División Profesional. 
De sa première édition à 2022, 81 tournois de deuxième division ont eu lieu et 26 clubs ont été champions au moins une fois. À partir de 2023, 14 équipes disputent le championnat dont trois obtiendront une promotion en première division pour la saison suivante.

## Palmarès complet
- Palmarès du championnat d'Uruguay sur RSSSF